# Dusk Till Dawn (Zayn)
Dusk Till Dawn è un singolo del cantante britannico Zayn in collaborazione con Sia, pubblicato il 7 settembre 2017 ed incluso nella versione giapponese del secondo album in studio Icarus Falls.
Il brano è stato scritto da Sia Furler, Greg Kurstin e Zayn Malik. È stato inserito nella colonna sonora della serie Skam Italia.

## Video musicale
Il videoclip, diretto dal regista statunitense Marc Webb, noto per The Amazing Spiderman e 500 Days of Summer, è stato pubblicato in concomitanza con il lancio del singolo e ha come protagonisti lo stesso Zayn e l'attrice Jemima Kirke, particolarmente nota negli Stati Uniti per aver preso parte alla serie televisiva Girls.

## Tracce
1. Dusk Till Dawn – 4:27

## Classifiche

### Classifiche settimanali
| Classifica (2017) | Posizione massima |
| ----------------- | ----------------- |
| Australia         | 6                 |
| Canada            | 5                 |
| Irlanda           | 4                 |
| Italia            | 6                 |
| Lussemburgo       | 2                 |
| Nuova Zelanda     | 8                 |
| Regno Unito       | 5                 |
| Stati Uniti       | 44                |

### Classifiche di fine anno
| Classifica (2017) | Posizione |
| ----------------- | --------- |
| Brasile           | 192       |